# Walter Hölbling
Walter W. Hölbling (* 1947 in Mürzzuschlag) ist ein österreichischer Amerikanist.

## Leben
Er studierte an der Universität Graz englische Philologie und Geschichte. 1986 habilitierte er sich für Amerikanistik und war seitdem Universitätsdozent am Institut für Amerikanistik in Graz. Er war von 1994 bis 2002 Generalsekretär der European Association for American Studies. 2004 wurde er zum Universitätsprofessor für Amerikanistik an der Geisteswissenschaftlichen Fakultät der Universität Graz bestellt.